# Hera Hilmar
Hera Hilmar, egentligen Hera Hilmarsdóttir, född 27 december 1988 i Reykjavík, är en isländsk skådespelare. Hon är mest känd för sin roll Vanessa Moschella i serien Da Vinci's Demons. För rollen som Eik i filmen Life in a Fishbowl belönades Hilmar med Eddapriset i kategorin Bästa kvinnliga huvudroll.

## Bakgrund
Hera Hilmar är dotter till skådespelaren Þórey Sigþórsdóttir och filmregissören Hilmar Oddsson. Hon studerade vid London Academy of Music and Dramatic Art och tog examen 2011.

## Filmografi (i urval)
| År   | Titel                    | Roll                 | Anmärkning |
| ---- | ------------------------ | -------------------- | ---------- |
| 1995 | Tár úr steini            |                      |            |
| 1998 | Utan några spår          | Barn                 |            |
| 2007 | Efter lugnet             |                      |            |
| 2007 | Skaup                    |                      | TV-film    |
| 2008 | Smáfuglar                | Lára                 | Kortfilm   |
| 2008 | Svartir englar           | Aðalheiður           | TV-serie   |
| 2010 | Hamarinn                 | Una                  | Miniserie  |
| 2012 | Anna Karenina            | Varya                |            |
| 2012 | En värld utan slut       | Margery              | Miniserie  |
| 2012 | Leaving                  | Paulina              | TV-serie   |
| 2013 | Da Vinci's Demons        | Vanessa              | TV-serie   |
| 2013 | We Are the Freaks        | Iona                 |            |
| 2013 | The Fifth Estate         | Wikileaks Staffer #2 |            |
| 2014 | Life in a Fishbowl       | Eik                  |            |
| 2014 | Get Santa                | WPC Boyle            |            |
| 2016 | Alleycats                | Trix                 |            |
| 2016 | Harley and the Davidsons | Emma                 | Miniserie  |
| 2016 | The Oath                 | Anna                 |            |
| 2017 | The Ottoman Lieutenant   | Lillie               |            |
| 2017 | An Ordinary Man          | Tanja                |            |
| 2018 | The Ashram               | Sophie               |            |
| 2018 | Mortal Engines           | Hester Shaw          |            |
| 2019 | See                      | Maghra               | TV-serie   |
| 2022 | A Letter from Helga      | Helga                |            |